# Trichopepla atricornis
Trichopepla atricornis är en insektsart som beskrevs av Carl Stål 1872. Trichopepla atricornis ingår i släktet Trichopepla och familjen bärfisar. Inga underarter finns listade i Catalogue of Life.